# Aeroporto de Tucuruí
O Aeroporto Regional de Tucuruí (IATA: TUR, ICAO: SBTU) é o Aeroporto que atende à cidade de Tucuruí, Pará, Brasil. Está localizado a 8 km do centro de Tucuruí.
O Aeroporto não está operando para voos comerciais desde janeiro de 2015. Atualmente, há uma Ação Civil Pública proposta pelos Ministérios Públicos Estadual e Federal contra a ANAC, Prefeitura Municipal de Tucuruí, Eletronorte e Azul Linhas Aéreas, tendo como objeto a reativação das operações aeroportuárias.

## Companhias aéreas e destinos
| Companhias         | Destinos                              |
| ------------------ | ------------------------------------- |
| Azul Linhas Aéreas | Araguaína, Belém-Val de Cães, Carajás |
| MAP Linhas Aéreas  | Em negociação.                        |